# 美幌岳
美幌岳（びほろだけ）は北海道えりも町と広尾町との境にある日高山脈南部の山。標高1,121.4 m。